# 로라 (프리큐어)
로라(일본어: ローラ)는 도에이 애니메이션에서 제작한 애니메이션 트로피컬 루즈! 프리큐어에 등장하는 인물이다. 애니메이션 성우는 일본판은 히다카 리나, 한국판은 이유리이다.

## 프로필
| 로라                 | 로라                     |
| -------------------- | ------------------------ |
| 성별                 | 여자                     |
| 생일                 | 6월 30일                 |
| 나이                 | 12세                     |
| 신분                 | 인어, 학생               |
| 포지션               | 주연                     |
| 변신체               | 큐어 라메르(Cure La Mer) |
| 상징색               | 물색                     |
| 등장 프리큐어 시리즈 | 트로피컬 루즈! 프리큐어  |

## 상세
인어들이 사는 나라인 '그랑 오션'에서 오게 된 인어 소녀. 미루기 마녀의 침공으로 여왕의 명령을 받고 프리큐어를 찾기 위해 아오조라 시에 오게 된다. 17화부터는 큐어 라메르로 변신한다.

## 큐어 라메르
"흔들리는 오션! 큐어 라메르!"(揺れるオーシャン! キュアラメール!)
등장 시 기본/테마 색은 파란색과 하늘색, 보조색은 분홍색과 흰색이며, 이름의 어원은 인어를 뜻하는 프랑스 어 단어 라메르(Lamer)이다.
특징
헤어스타일은 원래보다 더 길고 풍성해지고 진주조개를 연상시키는 머리장식이 양쪽에 생겼으며 가운데 하늘색이 섞인 분홍색-하늘색 투톤헤어로 바뀌었다. 눈색도 분홍색-하늘색의 투톤인데 다른 프리큐어들은 기본 눈색에 하트 모양 눈색이 추가되는데 로라는 오히려 원래 눈색인 하늘색 하트가 추가되고 눈색은 분홍색으로 바뀐다. 의상은 세일러복에서 모티브를 딴 다른 프리큐어들과 달리 인어 로라일 적의 디자인(오프숄더+크롭 톱)이 유지되었으며 팔에는 흰색의 퍼프 소매를 달고 있다. 하반신은 인어였던 로라가 다리가 생겼다는 것을 강조하듯 치마가 미니스커트를 넘어 치마레깅스 수준으로 짧고 치마의 디자인은 인어의 비늘을 연상시키며 허리 뒤에는 지느러미를 연상시키는 긴 리본을 달고 있다. 흰색 레깅스를 신고 있고 네일을 보여주기 위해 발톱이 노출된 샌들을 신고 있다. 진주조개, 비늘, 지느러미 등 인어를 연상시키는 디자인이 다수 드러나는 것이 특징이다.
사용 기술
- 프리큐어 빙글빙글 라메르 스트림
- 프리큐어 오션 버블 샤워

## 기타
- 프리큐어 시리즈의 16작인 스타☆트윙클 프리큐어 2작 이후 다시 5명 체제가 되었다.
- 프리큐어 시리즈 중 아주 처음으로 나온 인어 캐릭터이다.(Go! 프린세스 프리큐어의 카이도 미나미/정바다가 변신한 큐어 머메이드는 복장의 모티브만 인어이므로 로라 쪽이 최초의 인어로 볼 수 있다.)